# شمس الشتاء
شمس الشتاء (بالتركية:Kış Güneşi) مسلسل تركي عرض في 23 فبراير 2016 من إخراج مورات اونبول يعرض على قناة شو تي في التركية.

## القصة
يتحدث المسلسل عن قصة توأم احدهما كان في السيارة مع والده فحدث ارتطام ومات الوالد فاقداً ابنه، وظن الاهل ان ابنهم مات أيضا (وفي الحقيقة) يتم جلبه لمنزل مجهول وينسى كل شيء مر بحياته، وفي منزله الجديد احبته العائلة واصبح فرداً منها، وكان مجتهداً في مدرسته وعمل في الصيد بسبب الفقر، وفي أحد الأيام أخاه التوأم الذي بقى مع عائلته الحقيقية التي تظن أن الأخ الثاني ميت في حادثة السيارة، رأى اخاه في إحدى الأماكن فحاول الوصول اليه، وقد نجح في ذلك، ما إن أخبر أخاه أنه نسي كل شي وأُخد إلى عائلة أخرى فقيرة، وعندما كانوا مع بعض أعطى الأخ الفقير سترته من أخيه أخيه الغني لكي لا يبرد، ولكن الشخص المسؤول عن حادث السيارة في الماضي حاول قتل الشاب الذي ارتدى السترة ظاناً منه أنه الفقير ولكنه الغني، ليقوم رجل بمساعدة الأخ الفقير بالحلول مكان الأخ الغني، وسيحاول الانتقام من قاتل والده وأخاه، وهو شريك والده في الشركة، ليجد ان أخاه الغني خائن لزوجته مع موظفة ليكون له ولد، فتتداخل الأحداث إلى ان ينتقم ويخبر العائلة أنه الأخ المفقود واخاه مات
.

## الشخصيات
- شكري أوزيلديز – Efe/Mete
- آصلى انور – Nisan
- سيناي غورلر – Leyla
- باشاك بارلاك – Seda
- ماهر غونشراي – Mazhar
- حقان بوياف – Kadim
- Hakan Gerçek – Yakup
- Berrak Kuş – Sumru
- Gamze Süner Atay – Fatma
- Mehmet Esen – İsmail
- Buse Varol – Nadide
- Emre Bulut – Burak
- Okan Selvi – Reşat

## روابط خارجية
- شمس الشتاء على موقع IMDb (الإنجليزية)
- شمس الشتاء على موقع نتفليكس (الإنجليزية)
- شمس الشتاء على موقع كينوبويسك (الروسية)
- شمس الشتاء على موقع قاعدة بيانات الفيلم (الإنجليزية)